# Campbell Head
Das Campbell Head ist eine wuchtige Landspitze an der Westseite der Oom Bay an der Mawson-Küste des ostantarktischen Mac-Robertson-Lands.
Teilnehmer der British Australian and New Zealand Antarctic Research Expedition (1929–1931) unter der Leitung des australischen Polarforschers Douglas Mawson entdeckten diese Formation im Februar 1931. Mawson benannte das Kap nach Stuart Alexander Caird Campbell (1903–1988) von der Royal Australian Air Force, Pilot bei dieser Forschungsreise.